# Goupillières (Eure)
Goupillières je francouzská obec v departementu Eure v regionu Normandie. V roce 2010 zde žilo 780 obyvatel.

## Vývoj počtu obyvatel
Počet obyvatel 